# Trękusek

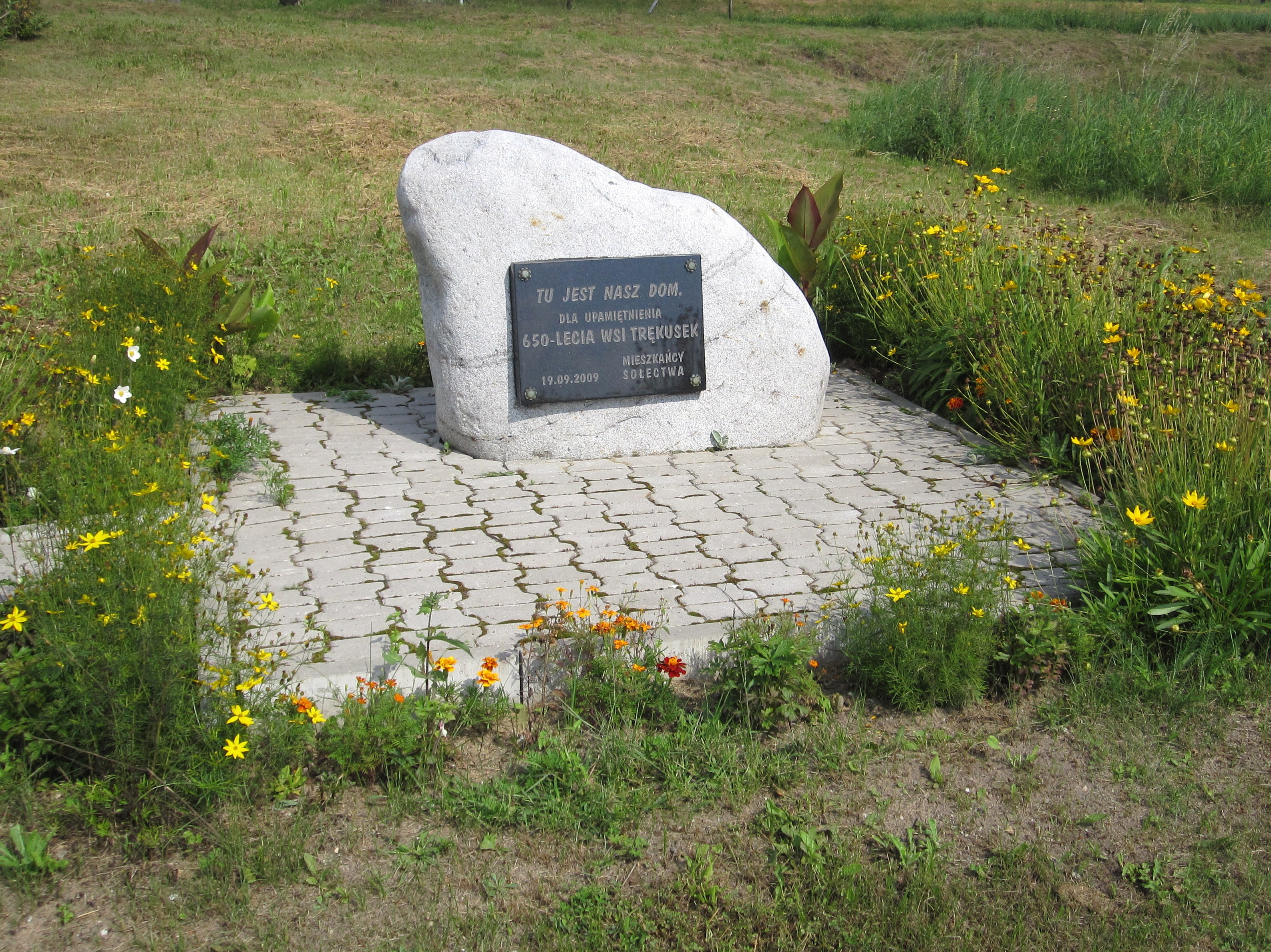
Trękusek - pomnik

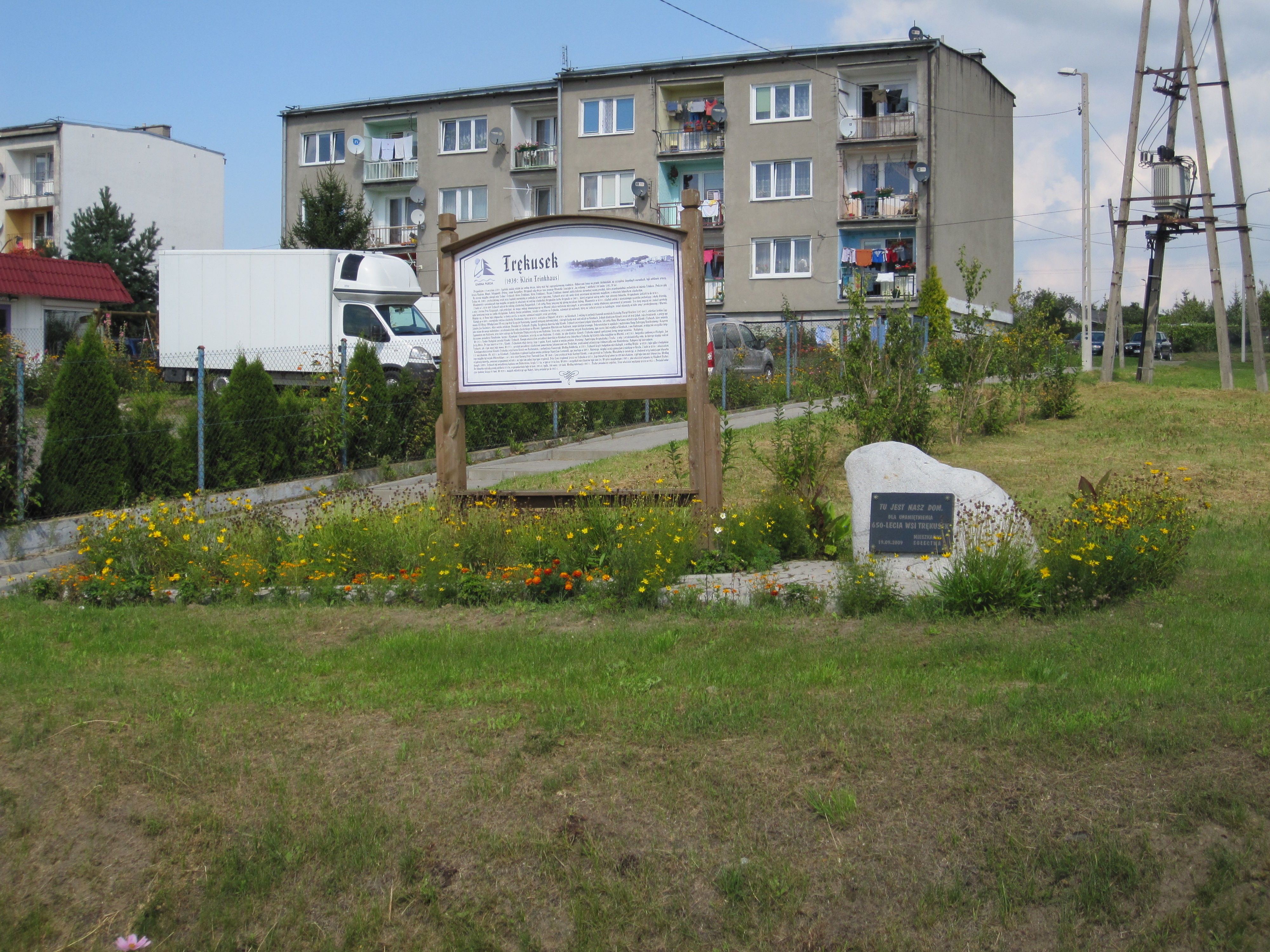
Trękusek - widok na pomnik i tablicę

Trękusek (niem. Klein Trinkhaus) – osada w Polsce położona w województwie warmińsko-mazurskim, w powiecie olsztyńskim, w gminie Purda. W latach 1975–1998 miejscowość administracyjnie należała do województwa olsztyńskiego.
Wieś warmińska ze sklepem i przystankiem autobusowym, przy drodze ze Szczytna do Olsztyna. We wsi znajduje się osiedle domków jednorodzinnych, pozostałości po dawnym folwarku, resztki parku dworskiego ze stawem, tablica z opisem historii wsi i głazem pamiątkowym, ferma drobiu.

## Historia
W 1359 r. kapituła warmińska wystawiła przywilej lokacyjny Prusom, czterem braciom zwanymi Katyothen (Nadraw, Wopel, Schayworth i Petrus), na prawie chełmińskim wielki obszar lasu zwany Absmedie (w tłumaczeniu z pruskiego - las osikowy), liczący 130 łanów (około 2183 ha). Długi okres wolnizny - 18 lat - wskazuje, że osadnictwo zaczynało się „na surowym korzeniu” i wymagało uprzedniego karczunku puszczy. W przywileju lokacyjnym wyznaczono obowiązek lenny w postaci wystawiania 4 służb konnych w zbroi. Bracia mieli prawo połowu ryb w Jeziorze Linowskim i budowy młyna (wybudowany na południowo-wschodnim brzegu Jeziora Linowskiego, na początku XIX w. młyn przestał funkcjonować). Najstarszy z braci o imieniu Nadraw otrzymał pas rycerski. Na tym terenie bracia założyli kilka wsi szlacheckich – Trękus, Trękusek, Kaborno i Wyrandy.
Wieś lokowana była w 1359 roku. Były tu dobra rycerskie. W 1560 r. wieś była w posiadaniu Grzymało herbu Grzymała, którzy w tym roku założyli folwark obejmujący 30 łanów. Ród Grzymałów utrzymał się w Trękusku do 1656 r. W latach 1656–1681 Trękusek był w posiadaniu rodziny Rogawskich. Anna - córka właściciela - zakochała się w polskim szlachcicu z okolic Ostródy wyznania protestanckiego. W tym czasie na katolickiej Warmii obowiązywał zakaz małżeństw mieszanych. Młodzi upozorowali porwanie szlachcianki, ale ten stary zwyczaj nie znalazł aprobaty sądu, mieszczącego się na olsztyńskim zamku. Anna, mimo że poślubiła podostródzkiego szlachcica musiała pozostać u rodziców w Trękusku. Pan młody nie chciał przejść na katolicyzm i musiał opuścić Warmię. Po jakimś czasie Anna udała się za mężem. W 1681 r. majątek w Trękusku kupiła rodzina Nenchenów (od 1634 r. rezydowała w Ełdytach, a od 1656 w Klewkach). Jan Nenchen był rajcą braniewskim, Jan Kazimierz (syn Jakuba) był oficerem wojska polskiego. Rezydencja Nenchów znajdowała się w Klewkach, Trękusem przekształcony został w folwark. Anna Marianna. córka Jana Kazimierza odziedziczyła Klewki i Trękusem i wniosła jako wiano w małżeństwie z Zygmuntem Albertem von Hatten (Hattyńskim). W 1747 właścicielem Trękuska został (wraz z Klewkami) Jan Jerzy Weiss, burgrabia olsztyński. Jego syn Karol był kapitanem w wojsku polskim, po ożenku z Symfrozyną z domu Grzymała przeniósł się do Warszawy. Trękusek został sprzedany szlachcicowi pomorskiemu Johannesowi von Brederlow (pradziadek feldmarszałka Hindenburga).
Przy wsi przez wiele lat funkcjonowała karczma, nazywana Mazuchy (przy drodze do Szczytna, ok. 3 od wsi). Po raz pierwszy w dokumentach wymieniana jest w 1680 r. Później była tu leśniczówka, spalona po II wojnie światowej (obecnie leśniczówka Mazuchy mieści się w Kabornie).
W czasie spisku po zaborze Warmii przez Prusu (1772-1773) wieś Trękusek obejmowała 30 łanów, mieszkało tu 9 chłopów folwarcznych z rodzinami oraz pastuch. We wsi była karczma. Łącznie w Trękusku było 57 mieszkańców, wszystkie nazwiska miały pochodzenie polskie. W 1799 r. właścicielem Tręskuska (i Klewek) został baron Reich von Reichenstein, z pochodzenia Bawarczyk. W 1820 r. było we 6 budynków i 57 mieszkańców. Około 1825 r. na Klewkach z Trękuskiem rezydował kapitan wojska polskiego Stanisław Carnevalli, syn zmarłego w 1805 r. Antoniego, niegdyś ucznia gimnazjum jezuickiego w Reszlu. W 1836 r. właścicielem Trękuska był niejaki Ohlenschläger, a w latach 1842-1848 Norweg Peter Thorwald Lous. Lous przekazał bratu Karlowi Klewki, a sam pozostał na Trękusku. Najprawdopodobniej właśnie Peter Thorwald Lous wybudował przy folwarku w Trękusku rezydencję dworską (pierwsza wzmianka o dworze pojawia się w 1861). Peter Lous rezydował jeszcze na Trękusku w 1871 r. W folwarku mieszkało wtedy 109 osób. W 1875 r. w Trękusku było 8 budynków mieszkalnych. Według 1889 r. Trękusek był posiadaniu kapitana von Bieberstein, majątek obejmował 573 ha, w tym 131 lasu. W 1894 r. we wsi mieszkały 154 osoby. W spisie majątkowym z 1905 r. jako właściciel Trękuska wymieniany jest Adalbert Fischer a folwark obejmował 674 ha, było w nim 46 koni, 200 sztuk bydła, 300 owiec, 120 świń. W 1907 r. Fischer posiadał również cegielnię. W dokumentach z 1922 r. wymieniana jest stadnina liczącą 65 koni. W 1929 r. majątek odziedziczył syn Hubert, w którego władaniu był do 1945 r. Po wojnie majątek ten upaństwowiono i utworzono PGR.
W latach 90. XX w. dwór w Tręusku spłonął, pozostały tylko fragmenty alei dojazdowej i staw w parku.

## Zabytki
- Przydrożna kapliczka